# Toppen og bolden
|  | Denne artikel er oprettet af botten PalnaBot ud fra en ekstern database. Den kan derfor have sproglige fejl eller mangler. Denne skabelon kan fjernes efter kontrol af indholdet. |

Toppen og bolden er en dukkefilm fra 1969 instrueret af Per B. Holst efter manuskript af Per B. Holst.

## Handling
Legetøj fra H.C. Andersens tid bliver levende i denne dukkefilm, der er bygget over eventyret i "Kjærestefolkene".